# Francesco Cardelli
Francesco Maria Cardelli (1º maggio 1964) è un ex sciatore alpino sammarinese. Ha partecipato alle olimpiadi invernali di Sarajevo 1984 e a quelle di Calgary nel 1988

## Biografia
Cardelli ottenne i suoi unici risultati internazionali ai XIV Giochi olimpici invernali di Sarajevo 1984, dove si classificò 40º nello slalom speciale e non completò lo slalom gigante, e ai XV di Calgary 1988, dove si piazzò 63º nello slalom gigante e 44º nello slalom speciale; non ottenne piazzamenti in Coppa del Mondo o ai Campionati mondiali.